# Odynerus hyacinthae
Odynerus hyacinthae är en stekelart som beskrevs av Giovanni Gribodo 1891.
Odynerus hyacinthae ingår i släktet lergetingar och familjen Eumenidae. Inga underarter finns listade i Catalogue of Life.